# 大路三千緒
大路 三千緒（おおじ みちお、本名：神山 美知子（かみやま みちこ）、1920年〈大正9年〉2月21日 - 2021年〈令和3年〉1月12日） は、日本の女優。元宝塚歌劇団花組・雪組組長で宝塚歌劇団卒業生。東京都出身。愛称は「ミッちゃん」（本名から）。

## 来歴
1937年、立教高等女学校を卒業。
卒業後、宝塚少女歌劇団に宝塚歌劇団27期生として入団（同期生は越路吹雪、月丘夢路、乙羽信子、東郷晴子など）。宝塚入団時の成績は93人中70位。
1939年、初舞台を踏む。宝塚時代は男役を多く演じているが、娘役（とりわけ中年女性役）も初舞台当時より演じることが多かった。
終戦を経て、宝塚再興後の1951年 - 1952年に花組組長、1961年 - 1975年に雪組組長を歴任。その後は専科を経て1980年4月30日に退団。最終出演公演の演目は東京宝塚劇場公演『アンジェリク／仮面舞踏会』である。
妹も宝塚OGの千代薫、姪もOGで女優の葦笛るか。
在籍当時より映画・テレビドラマへの出演もあったが、退団後はテレビドラマを中心に活動。90歳まで宝塚で演劇指導を行っていた。
1983年、『おしん』で主人公・谷村しんの祖母（谷村なか）役を好演。
2003年の『銀座まんまんなか!』への出演を最後にテレビドラマやメディアへの登場は途切れていたが、2012年4月4日に放送された『歴史秘話ヒストリア』・2014年8月6日に放送された『昭和偉人伝』に越路吹雪の同期生ということでテレビ出演した。また2019年には女性自身のインタビューに応じている。
2014年、宝塚歌劇団創立100周年記念で設立された『宝塚歌劇の殿堂』の最初の100人のひとりとして殿堂入り。当時、大路は存命していた殿堂入りタカラジェンヌの中で最高齢（94歳）であった。
晩年は兵庫県宝塚市内の介護付き老人ホームにて生活し、2020年2月21日に満100歳（百寿）を迎え、殿堂入りしたタカラジェンヌでは、1期生の雲井浪子以来2人目のセンテナリアンとなる。
2020年11月に脳梗塞で倒れて入院、闘病を続けたが2021年1月12日18時30分、兵庫県伊丹市の病院で死去した。100歳没。生涯独身であった。

## 受賞歴
- 1958年度 文化庁芸術祭奨励賞
- 1994年度 菊田一夫演劇賞

## 主な作品

### 映画
- 遠山金さん捕物控 影に居た男（1956年、宝塚映画）
- 世にも面白い男の一生 桂春団治（1956年、宝塚映画）
- おしん（1984年、サンリオ映画） - なか 役

### テレビドラマ
- ポーラテレビ小説（TBS）
  - 「加奈子」（1975年 - 1976年）
  - 「おゆき」（1977年） - さわ 役
- 土曜ドラマ（NHK)
  - 阿修羅のごとく（1979 - 1980年） - 竹沢ふじ（母） 役
  - 結婚する手続き（1988年）
  - 新十津川物語（1992年） - 栃谷あい （晩年） 役
- 裸の大将放浪記「別れが悲しかったので」（1983年、関西テレビ）
- 連続テレビ小説（NHK)
  - 「おしん」（1983年） - 谷村なか 役
  - 「ひらり」（1992 - 1993年） - 中林喜代子 役
- 外科医 城戸修平 第9話「非行ばあちゃん」（1983年、TBS）
- 3年B組金八先生スペシャルII（1983年、TBS） - 池内シカ 役
- 平岩弓枝ドラマシリーズ「女の暦」（1984年、フジテレビ）
- 月曜ワイド劇場「妻は霧の中で」（1984年、テレビ朝日）
- うちの子にかぎって… 第4話「骨まで愛して」（1985年、TBS）
- 木曜ゴールデンドラマ「嫁・姑・にせ姑」（1986年、よみうりテレビ）
- 水曜ドラマスペシャル「聖子は鳥になった」（1986年、TBS）
- 一休さん・喝! 第3話「スター誕生・一休の応援大作戦」（1986年、テレビ東京）
- 橋の上においでよ（1987年、NHK） - 青木よね 役
- 銀河テレビ小説（NHK)
  - 悲しみだけが夢をみる（1988年） - 八重 役
  - 1988年のこんにちは（1988年）
- 大河ドラマ「翔ぶが如く」（1990年、NHK） - 西郷きみ 役
- 火曜サスペンス劇場
  - 「女監察医・室生亜季子」
    - 第9作（1990年） - 上田千代 役
    - 第16作（1994年） - 田島雪江 役
    - 第23作（1998年） - 高橋さだ 役
    - 第26作（1999年） - 佐々木 役

  - 「小京都ミステリー13」（1995年） - 高木きぬ 役
  - 「盲人探偵・松永礼太郎5 逆恨み」（1995年）
- 月曜ドラマスペシャル (TBS)
  - 「消えた看護婦」（1996年）
  - 「女子刑務所東三号棟」（1998年）
- 渡る世間は鬼ばかり 第6シリーズ（2002年、TBS）- トミ（小島キミの友人） 役
- 愛の劇場「銀座まんまんなか!」（2003年、TBS）

### 舞台（宝塚退団後）
- 宝塚歌劇創立90周年記念特別公演「新版桜吹雪狸御殿」（2004年、梅田コマ劇場） - 家老 腹鼓締衛門 役